# Austrolimnophila (Austrolimnophila) wygodzinskyi
Austrolimnophila (Austrolimnophila) wygodzinskyi is een tweevleugelige uit de familie steltmuggen (Limoniidae). De soort komt voor in het Neotropisch gebied.